# Masatoshi Nakamura 45th Anniversary Single Collection 〜yes! on the way〜
『Masatoshi Nakamura 45th Anniversary Single Collection 〜yes! on the way〜』（マサトシ・ナカムラ・フォーティフィフス・アニバーサリー・シングル・コレクション〜イエス!オン・ザ・ウェイ）は、2019年7月1日に発売された中村雅俊のベスト・アルバム。

## 解説
中村が1974年のデビューから45年間に発売した全55枚のシングル表題曲をリリース順に収録している。
初回限定盤には、中村の1,500回を越える過去のコンサート映像から、代表曲とライヴの定番曲を収録したDVDが同梱されている。

## 収録曲

### Disc.1
1. ふれあい
  - 作詞：山川啓介、作曲：いずみたく、編曲：大柿隆
2. 白い寫眞館
  - 作詞：伊藤アキラ、作曲・編曲：クニ河内
3. いつか街で会ったなら
  - 作詞：喜多條忠、作曲：吉田拓郎、編曲：チト河内
4. 俺たちの旅
  - 作詞・作曲：小椋佳、編曲：チト河内
5. 盆帰り
  - 作詞・作曲：小椋佳、編曲：安田裕美
6. 時
  - 作詞：塚原将、作曲：小椋佳、編曲：林哲司
7. 俺たちの祭
  - 作詞・作曲：小椋佳、編曲：チト河内
8. 青春試考
  - 作詞：松本隆、作曲：吉田拓郎、編曲：馬飼野康二
9. 時代遅れの恋人たち
  - 作詞：山川啓介、作曲：筒美京平、編曲：大村雅朗
10. 日時計
  - 作詞・作曲：呉田軽穂、編曲：松任谷正隆
11. 激しさは愛
  - 作詞・作曲：円広志、編曲：瀬尾一三
12. 野生のリサ
  - 作詞：山川啓介、作曲：中村雅俊、編曲：木森敏之
13. マーマレードの朝
  - 作詞・作曲：桑田佳祐、編曲：新田一郎
14. 表通りは欅通り
  - 作詞：東海林良、作曲：鈴木キサブロー、編曲：大村雅朗
15. 心の色
  - 作詞：大津あきら、作曲：木森敏之、編曲：川村栄二

### Disc.2
1. 君の国
  - 作詞：大津あきら、作曲：木森敏之、編曲：川村栄二
2. 恋人も濡れる街角
  - 作詞・作曲：桑田佳祐、編曲：桑田佳祐・八木正生
3. 燃える囁き
  - 作詞：大津あきら、作曲・編曲：木森敏之
4. 瞬間の愛
  - 作詞：三浦徳子、作曲：平尾昌晃、編曲：川村栄二
5. 揺れる瞳
  - 作詞：岡本おさみ、作曲・編曲：木森敏之
6. パズル・ナイト
  - 作詞：秋元康、作曲：林哲司、編曲：新川博
7. 夢一途に
  - 作詞：大津あきら、作曲：和泉常寛、編曲：佐藤準
8. 日付変更線
  - 作詞：阿久悠、作曲：タケカワユキヒデ、編曲：田辺信一
9. 想い出のクリフサイド・ホテル
  - 作詞：売野雅勇、作曲：鈴木キサブロー、編曲：佐藤準
10. 70年代
  - 作詞：売野雅勇、作曲：中崎英也、編曲：佐藤準
11. もう一度抱きたい
  - 作詞：松本隆、作曲：中崎英也、編曲：佐藤準
12. さよならが言えなくて…
  - 作詞・作曲：高見沢俊彦、編曲：佐藤準
13. 未来が眠る日々
  - 作詞：売野雅勇、作曲：鈴木キサブロー、編曲：佐藤準
14. 消えのこる青春の香り (ACROSS THE UNIVERSE)
  - 作詞：大津あきら、作曲：Steve Davis、編曲：Alan Pasqua & Bill Schnee
15. RISKY NIGHT
  - 作詞：大津あきら、作曲：Steve Kipner, Steve Lindsey、編曲：Steve Kipner

### Disc.3
1. あなたにあげたい愛がある
  - 作詞：大津あきら、作曲：NOBODY、編曲：新川博・大塚修司
2. 闇の中のサファイア
  - 作詞：森雪之丞、作曲：都志見隆、編曲：西平彰
3. ほほえみで抱きしめたい
  - 作詞：松井五郎、作曲：大塚修司、編曲：佐藤準
4. 願い
  - 作詞：大津あきら、作曲：山崎稔、編曲：田代修二
5. 風の住む町
  - 作詞・作曲：飛鳥涼、編曲：瀬尾一三
6. ざっくばらん
  - 作詞：松井五郎、作曲：都志見隆、編曲：佐藤準
7. 誰よりも…
  - 作詞：大津あきら、作曲：都志見隆、編曲：瀬尾一三
8. ほんとうに愛ができること
  - 作詞：松井五郎、作曲：根本要、編曲：十川知司
9. 迷いながら
  - 作詞・作曲：米米CLUB、編曲：十川知司
10. ありったけの愛を集めて
  - 作詞：並河祥太、作曲：赤塩正樹、編曲：十川知司
11. 過ぎた日にそっと花を
  - 作詞・作曲：GARDEN、編曲：GARDEN・富田素弘
12. 愛はここにある
  - 作詞：並河祥太、作曲：中村雅俊、編曲：富田素弘
13. 小さな祈り
  - 作詞・作曲・編曲：小田和正
14. 哀しい人
  - 作詞：山田ひろし、作曲：都志見隆、編曲：十川知司

### Disc.4
1. 心の地図
  - 作詞・作曲：都志見隆、編曲：富田素弘
2. あいつ
  - 作詞：工藤哲雄、作曲・編曲：都志見隆
3. 虹の少女
  - 作詞・作曲・編曲：曽我部恵一
4. 立ち上がれ
  - 作詞：後藤貴光、作曲：FOOT STAMP、編曲・富田素弘・FOOT STAMP
5. 空蝉
  - 作詞：一青窈、作曲：マシコタツロウ、編曲：河野伸
6. コスモス
  - 作詞・作曲：松本素生、編曲：富田素弘
7. 涙
  - 作詞・作曲：都志見隆、編曲：河野伸
8. はじめての空
  - 作詞：松井五郎、作曲：都志見隆、編曲：河野伸
9. ならば風と行け
  - 作詞：松井五郎、作曲：都志見隆、編曲：大森俊之
10. どこへ時が流れても
  - 作詞：松井五郎、作曲・編曲：都志見隆
11. まだ僕にできることがあるだろう
  - 作詞：福原充則・松井五郎、作曲・編曲：都志見隆
12. だろう!!
  - 作詞：松井五郎、作曲：都志見隆、編曲：大塚修司
13. 千年樹
  - 作詞：松井五郎、作曲：都志見隆、編曲：大塚修司

### DVD
1. 100年の勇気 (1994年 大阪フェスティバルホール)
2. これからが長い道 (1994年 大阪フェスティバルホール)
3. 迷いながら (1994年 大阪フェスティバルホール)
4. 70年代 (1998年 日比谷野外音楽堂)
5. 過ぎた日にそっと花を (1998年 日比谷野外音楽堂)
6. ただお前がいい (1998年 日比谷野外音楽堂)
7. ナカムラ・エレキ音頭 (1998年 日比谷野外音楽堂)
8. 時代遅れの恋人たち (1998年 日比谷野外音楽堂)
9. 恋人も濡れる街角 (1998年 静岡市民文化会館)
10. ふれあい (1998年 静岡市民文化会館)
11. いつか街で会ったなら (1998年 静岡市民文化会館)
12. 君を胸に秘めて (1998年 静岡市民文化会館)
13. 海を抱きしめて (1999年 東京国際フォーラム・ホールA)
14. 俺たちの旅 (1999年 東京国際フォーラム・ホールA)
15. 心の色 (1999年 東京国際フォーラム・ホールA)
16. 想い出のクリフサイド・ホテル (1999年 東京国際フォーラム・ホールA)
17. あゝ青春 (1999年 東京国際フォーラム・ホールA)
18. 風の住む町 (1994年 日本武道館)
19. ONE MORE HEART (1994年 日本武道館)
20. 君がいてくれたから (2015年 神奈川県立県民ホール)
21. 心の地図 (2015年 神奈川県民ホール)
22. 滑走 (2015年 神奈川県民ホール)
23. ワスレナイ (2015年 神奈川県民ホール)
24. はじめての空 (2015年 神奈川県民ホール)